# Brian Schmidt
Brian P. Schmidt (Missoula, 24 de fevereiro de 1967) é um astrofísico estadunidense.

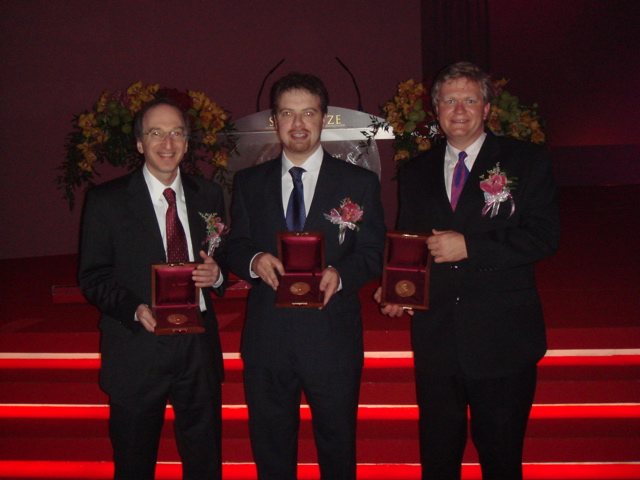
Saul Perlmutter, Adam Riess e Brian Schmidt recebendo o Prêmio Shaw de 2006 em astronomia. O trio foi laureado com o Nobel de Física 2011.

Foi laureado com o Nobel de Física de 2011, juntamente com Adam Riess e Saul Perlmutter.